# استپ جنگلی کوه‌های زاگرس
استپ جنگلی کوه‌های زاگرس یک ناحیه بوم‌شناختی از نوع جنگل مخلوط و پهن‌برگ معتدله در غرب آسیا است که در امتداد کوه‌های زاگرس از شرق ترکیه و شمال عراق تا جنوب ایران گسترده شده‌است.

## جغرافیا
کوه‌های زاگرس شامل کمربندی از کوه‌های چین‌خورده‌ است که از برخورد صفحه آفریقا با صفحه اوراسیا پدید آمده‌است. این کوه‌ها در غرب، جنوب و شرق با نواحی بیابانی و نیمه‌بیابانی احاطه شده‌است. علف‌زارهای خشک، بوته‌زارها و بیابان‌های پست میان‌رودان و جنوب ایران در سمت غرب این کوه‌ها و بیابان‌های دشتی فلات ایران در شرق آن گسترش یافته‌اند. سرزمین کوهستانی ارمنستان و کوه‌های البرز نیز در شمال آن گسترده شده‌اند.

## آب و هوا
آب و هوای این ناحیه بوم‌شناختی نیمه‌خشک و معتدل است. بارندگی سالانه میان ۴۰۰ تا ۸۰۰ میلی‌متر است که بیشتر در زمستان و بهار فرو می‌ریزد. تابستان‌های این ناحیه گرم و خشک و زمستان‌های آن سرد است و سردترین دمای زمستان به کمتر از −۲۵ °C نیز می‌رسد. به‌طور کلی در انتهای جنوبی این رشته‌کوه، هوا گرم‌تر و اقلیم خشک‌تر می‌شود.

## گیاهان

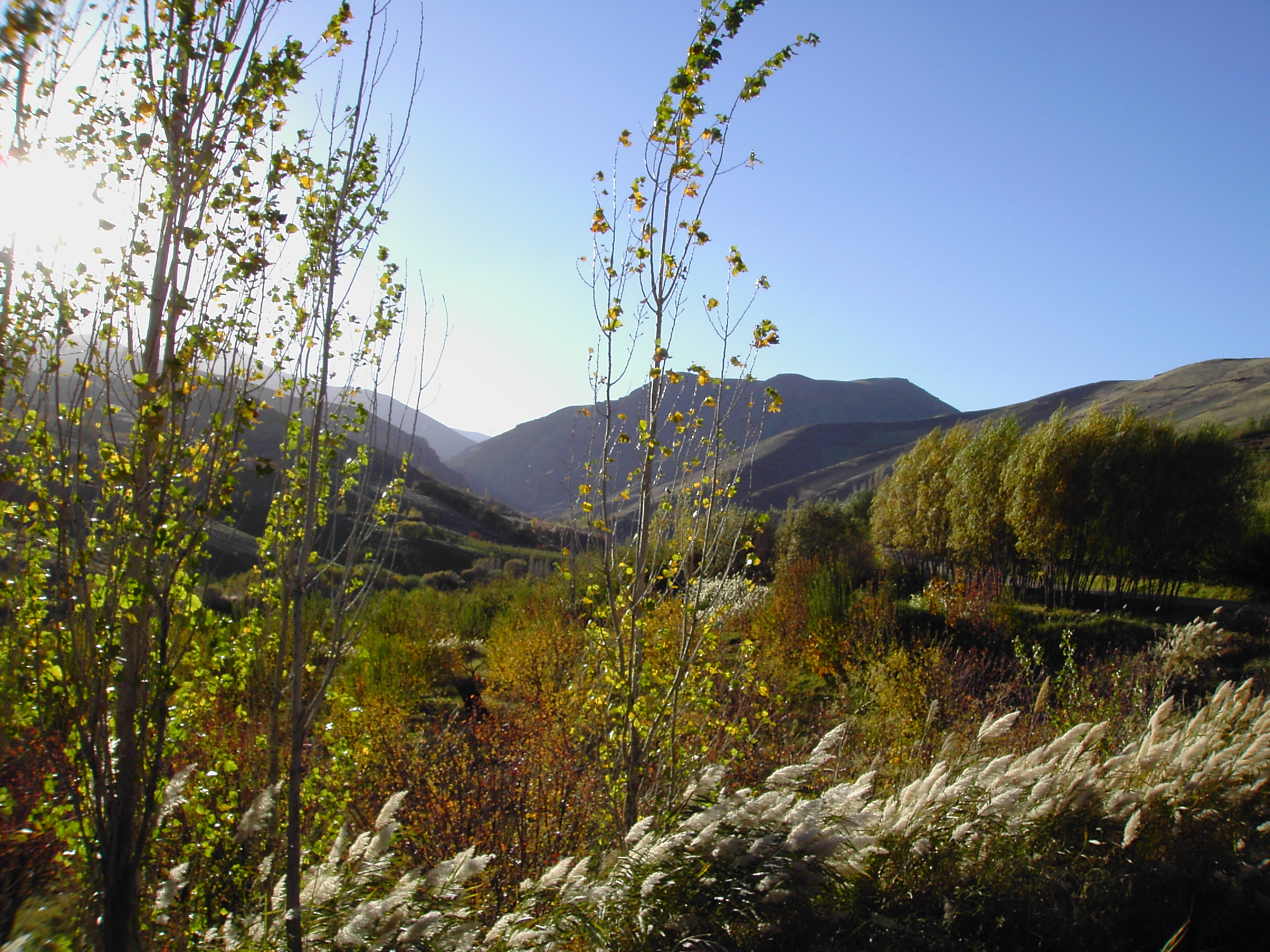
نمایی از کوه های زاگرس

پوشش گیاهی غالب در نقاط کوهستانی از نوع جنگل یا درخت‌زارهای تنک پهن‌برگ خزان‌دار به‌همراه بوته‌ها و علف‌های استپی است. بلوط‌ها به‌ویژه بلوط ایرانی درختان شاخص این ناحیه هستند که بیش از ۵۰٪ مساحت کوه‌های زاگرس در ایران را می‌پوشانند. درخت‌زارها و بیشه‌زارهای پسته کوهی نیز به همراه بلوط در نقاط کوهستانی دیده می‌شود. پوشش گیاهی با تغییر ارتفاع و نحوه قرارگیری در معرض بادهای غالب تغییر می‌کند. در بخش‌های شمالی این بوم‌ناحیه، استپ‌های درختچه‌ای گون و مریم‌گلی به همراه درختان پراکنده در ارتفاعات بالاتر از ۴۰۰ تا ۵۰۰ متر پراکنش دارند. جنگل‌ها و باقی‌مانده‌های بلوط ایرانی و بلوط حلبی در بازه ارتفاعی ۷۰۰–۸۰۰ متر تا حدود ۱٬۷۰۰ پراکنده شده‌اند. خط رویش درختان در ارتفاع ۱٬۹۰۰ تا ۲٬۰۰۰ متری است که پوشش گیاهی اقلیم کوهستانی در بالای این مرز یافت می‌شود.
در انتهای جنوبی این رشته‌کوه درختان پراکنده‌تر و تنک‌تر شده و پوشش استپی غالب می‌شود. استپ تا ارتفاع ۱۴۰۰ متری گسترش یافته و جنگل‌های تنک زالزالک، بادام، داغداغان و گلابی سوری تا ارتفاع ۲٬۴۰۰ متری ادامه دارند.

## زیاگان
کوه‌های زاگرس زیستگاه چندین گونه در معرض تهدید و خطر مانند پلنگ ایرانی، خرس قهوه‌ای سوری، گوسفند وحشی، گرگ، کفتار راه‌راه، شاه‌روباه و همستر دم‌دراز زاگرسی است. کل و بز در بسیاری از نقاط زاگرس یافت می‌شود. گوزن زرد ایرانی که گمان می‌رفت منقرض شده در اواخر سده ۲۰ در استان خوزستان بازیافته شد و با اقدامات حفاظتی از خطر انقراض نجات یافت.
بخش جنوب‌غربی کوه‌های زاگرس در اواخر سده ۱۹ میلادی زیستگاه شیر ایرانی بود که امروزه این گونه در این نقاط منقرض شده‌است.
سمندر لرستانی نیز از گونه‌های بوم‌زاد و در معرض خطر در بخش مرکزی زاگرس در ایران است.

## مناطق حفاظت‌شده
بر پایه ارزیابی‌های سال ۲۰۱۷، حدود ۲۰٬۳۳۹ کیلومترمربع یا ۵٪ از این ناحیه بوم‌شناختی تحت حفاظت قرار دارد که این مناطق عبارتند از:
- ذخیره‌گاه زیست‌کره ارژن و پریشان (۵۹۷٫۸ کیلومتر مربع، رده ۵ IUCN)
- پارک ملی بمو (۴۸۶٫۸ کیلومتر مربع، رده ۲ IUCN)
- دریاچه بختگان (۲۰۰۴ کیلومتر مربع، رده ۴ IUCN)
- پناهگاه حیات وحش کلاه قاضی (۴۱٫۲ کیلومتر مربع، رده ۴ IUCN)
- پناهگاه حیات وحش دز (۵۳ کیلومتر مربع، رده ۴ IUCN)
- منطقه حفاظت‌شده بیجار (۳۱۶٫۱ کیلومتر مربع، رده ۵ IUCN)
- منطقه حفاظت‌شده بهرام گور (۴۰۸۰ کیلومتر مربع، رده ۵ IUCN)
- منطقه حفاظت‌شده انگوران (۹۲۳٫۲ کیلومتر مربع، رده ۵ IUCN)
- منطقه حفاظت‌شده دز (۱۷۵٫۳ کیلومتر مربع، رده ۵ IUCN)
- منطقه حفاظت‌شده کرخه (۱۴۰ کیلومتر مربع، رده ۵ IUCN)